# Замок Дандрум
Замок Дандрум (англ. Dundrum Castle) находится в графстве Даун в Северной Ирландии. Изначально назывался Рат (англ. Castle of Rath), а современное название получил только в XVI век.

## История замка
Дандрум был построен знаменитым норманнским рыцарем Джоном де Курси, который около 1171 года вторгся в Ирландию, подчинил местные кланы и провозгласил себя графом Ольстера. Замок расположен на вершине холма и обращен южной стороной к долине Дандрум и живописному горному массиву Морн. Первоначально Дандрум представлял собой крепость типа мотт и бейли — т.е. деревянную постройку на насыпном холме, окруженную частоколом, — но вероятно уже около 1180 года вместо частокола была выстроена каменная стена.
В 1204 году Гуго де Ласи выдворил Джона де Курси из Ольстера, захватил Дандрум и значительно укрепил его, построив массивный круглый трехъярусный донжон из камня. Такая форма донжона была нехарактерна для Ирландии, поэтому считается, что строители были родом из Валлийской марки, где донжоны подобной формы были широко распространены.

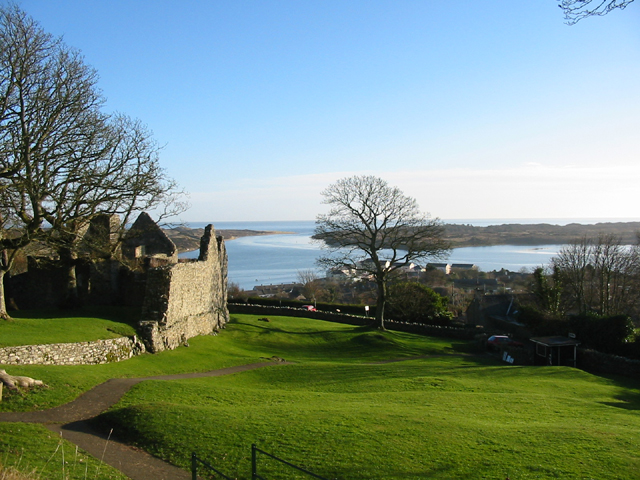
Развалины особняка Бланделлов

В 1210 году Иоанн Безземельный лишил Гуго де Ласи титула и земель. Дандрум оставался в собственности короны до тех пор, пока де Ласи не было позволено в 1226 году снова принять титул графа Ольстера. Вернувшись в Дандрум, Гуго вновь принялся за укрепление замка и построил усиленные парными башнями ворота. После смерти Гуго замок отошёл в собственность короны.
В конце XIV века замок захватили люди из клана Магеннис, которые, вероятно, построили внешнюю стену из камня вокруг внутреннего двора Дандрума. В 1601 году замок перешёл в собственность лорда Маунтджоя, затем в 1605 году — лорду Кромвелю и, наконец, в 1636 году Дандрум был продан сэру Фрэнсису Бланделлу. В 1642 году клану Магеннис удалось вернуть замок, однако в 1652 году, во время Английской революции, Дандрум был разрушен сторонниками Парламента, гарнизон которых некоторое время располагался в замке.
После 1660 году семья Бланделлов смогла вернуть конфискованные владения и построила у юго-восточной стены Дандрума особняк. К тому времени, когда в начале XIX века замок перешёл к 2-му маркизу Дауншира, эта постройка успела разрушиться. В 1954 году 7-й маркиз Дауншира передал Дандрум и прилегающие земли под опеку государства.